# Nanci Adler
Nanci Dale Adler (Philadelphia, 1963) is een Amerikaans historicus en hoogleraar aan de Universiteit van Amsterdam. Tevens is ze als directeur onderzoek verbonden aan het NIOD.

## Carrière
Nanci Adler studeerde Duitse taal en literatuur en Sovjet-studies aan het Barnard College van de Columbia-universiteit en vervolgens Russisch en Europese studies aan de Universiteit van Amsterdam. In 1999 promoveerde ze op die universiteit met haar proefschrift The Great Return: The Gulag Survivor and the Soviet System. In 2003 ging Adler ook werken voor het NIOD en sinds 2014 is de daar directeur onderzoek. Op 15 juni 2015 werd ze benoemd tot hoogleraar Herinnering, geschiedenis en recht in relatie tot regimewisselingen aan de UvA. Een leerstoel die ingesteld is in samenwerking met het NIOD en het KNAW.